# Lee Dong-soo
Dans ce nom coréen, le nom de famille, Lee, précède le nom personnel.
Lee Dong-soo est un joueur de badminton sud-coréen né le 7 juin 1974 à Séoul.
Avec Yoo Yong-sung, il est médaillé d'argent en double masculin aux Jeux olympiques de 2000 à Sydney et aux Jeux olympiques d'été de 2004 à Athènes.